# Linda
Linda — язык программирования, предназначенный для параллельной обработки данных.
При использовании языка Linda прикладной процесс делится на группу процессов, среди которых выделяется главный. Указанные процессы осуществляются одновременно и синхронизированы один относительно другого. Язык предоставляет программистам эффективные средства создания параллельных программ. Ядром языка является пространство кортежей — совокупностей взаимосвязанных данных. Каждая из них содержит ключевое слово для выборки кортежа.
Язык Linda позволяет писать параллельные программы на обычных языках: языке Си, языке Фортран, языке Лисп, дополняя их операциями организации межпроцессорного обмена данными. Важной характеристикой языка Linda является то, что он может использоваться для написания программ, выполняемых на суперкомпьютерах с различной архитектурой.
Благодаря тому, что Linda позволяет большой прикладной процесс разбивать на много небольших, это упрощает и распараллеливает этот процесс. Между тем, нужно соблюдать и некоторую осторожность. Если процесс будет разделен на большое число мелких, то теряется много времени на обмен данными между процессами, результатами и получением новых заданий.

## Основные операции
В изначальной модели Linda существовало 4 операции для работы над кортежами и пространством кортежей:
- in атомарно считывает и стирает кортеж из пространства
- rd неизменяющее чтение кортежа
- out запись кортежа в пространство кортежей
- eval порождает новый процесс для обработки кортежей; результат работы процесса будет записан в общее пространство.

## Факты
- Язык назван в честь известной порноактрисы Линды Лавлейс[1].